# Lubjanka
Lubjanka (rus.: Лубянка) je kolokvijalni naziv za zgradu u Moskvi, sjedište KGB-a, sovjetske tajne službe te današnje ruske tajne službe (FSB). U njoj se nalazi i Muzej KGB-a.
To je velika zgrada od žutih cigli, rad arhitekta Alekseja Suševa, koji je također bio autor Lenjinova mauzoleja u Moskvi i drugih poznatih zgrada.
Lubjanka je poznata po svojim prekrasnim parketom i blijedim zidovima. Objekt se nalazi na istoimenom trgu. Do 1991., trg se zvao po osnivaču Čeke i NKVD-a - Feliksu Dzeržinskom. Od 1958., na trgu Lubjanka, nalazio se veliki željezni spomenik Feliksu Dzeržinskom, znan kao "željezni Feliks". Spomenik su u kolovozu 1991., srušili protivnici komunističkog režima. Godine 2002., moskovski gradonačelnik Jurij Luškov predložio je obnavljanje spomenika, ali se tome usprotivila opozicija na čelu s liberalima i vlada u Kremlju, pa do toga nije došlo. U Minsku je 2006., pred vojnom akademijom podignuta brončana replika ovog spomenika.
Zgrada je prvobitno izgrađena za rusko osiguravajuće društvo, ali je nakon Oktobarske revolucije postala vlasništvo sovjetske vlade, koja je ovdje smjestila sjedište tajne policije – koja se zvala Čeka.
Ime i struktura sovjetske tajne policije mijenjali su se s vremenom, ali je zgrada ostala ista. Tu je nakon sjedišta Čeke, bilo i sjedište NKVD-a, KGB-a, a sada je sjedište FSB-a - Federalne službe sigurnosti Ruske Federacije. Zgrada je također bila zatvor u kojem su bili mnogi politički zatvorenici kao što su: Sidney Reilly, Raoul Wallenberg, János Esterházy, Alexander Dolgun i Walter Ciszek.
Lubjanku spominje ruski književnik Aleksandar Solženjicin u svom dijelu "Arhipelag Gulag", a također predstavlja i prvi doticaj jugoslavenskog književnika Karla Štajnera sa staljinističkim zločinima koje opisuje u svojem autobiografskom romanu "7000 dana u Sibiru".
U zgradi je Muzej KGB-a, koji je dostupan za širu javnost.
Jedan od šala iz sovjetske ere govorila je, da je iz Lubjanke prekrasan pogled, koji seže sve do Sibira, kamo su vodili zatvorenike nakon zatočeništva u Lubjanki.